# Калтенбах (род)
Калтенбах (на немски: Kaltenbach, Herren von Kaltenbach) е стар швабски благороднически род, доказан в документи от 1083 г. Центърът на господарите фон Калтенбах е в Шварцвалд в долината Кандер около дворец Бюргелн (в Шлинген) в Баден-Вюртемберг. Родът съществува по мъжка линия до 1159 г.
Ок. 1120 г. рицар Вернер фон Калтенбах Стари, под влиянието на избягалия в манастир Св. Блазиен епископ на Констанц Гебхард III фон Церинген, влиза в манастира. Ок. 1125 г. неговият неженен син Випрехт със съгласието на баща му и брат му Вернер, който също живее в манастира, завещава цялата собственост на Калтенбахите на манастира.

## Известни членове на рода
- Вернер фон Калтенбах Стари († 1131 или 1126) ∞ Ита фон Маделберг († 1131), 1120 г. монахиня в манастир Берау
  - Вернер Млади († 1159); пропст на Бюргелн
  - Вигберт (Випрехт) († 1158); коадютор на брат си като пропст на Бюргелн
  - Конрад († като дете)
  - Химелтруд; монахиня в женския манастир Зитценкирх
  - Ида; монахиня в манастир Берау
  - Хедвиг ∞